# Palacio de Justicia del Condado de Noble (Indiana)
El Palacio de Justicia del Condado de Noble es un palacio de justicia histórico en Albion, condado de Noble, Indiana (Estados Unidos). Fue diseñado por E. O. Fallis & Co. y fue construido en 1887. Es un edificio de ladrillo rojo de dos pisos y medio de altura. Es de estilo románico richardsoniano y tiene pisos con molduras de piedra caliza. Tiene un techo empinado a cuatro aguas coronado por una enorme torre central cuadrada. : 2 
Fue incluido en el Registro Nacional de Lugares Históricos en 1981. Está ubicado en el distrito histórico de Albion Courthouse Square.